# Кларк, Эрони
Эро́ни Кла́рк (англ. Eroni Clarke; род. 31 января 1969, Апиа, Самоа) — новозеландский игрок в регби самоанского происхождения, в основном игравший за клубы «Окленд», «Блюз» и «Хайлендерс», что делает его пятым по счёту игроком с наибольшим количеством матчей во всей истории союза. 
Также, совокупное количество очков, полученных Эрони за всю его карьеру в «Окленде», является четвёртым лучшим результатом за всю историю союза. Кроме того, Кларк сыграл 24 матча (10 из них — тестовые) за Сборную Новой Зеландии по регби, его дебют на международном уровне состоялся в 1992 году.

## После завершения карьеры
В августе 2020 года Кларк был назначен первым менеджером по сотрудничеству в области регби с тихоокеанскими странами в Новой Зеландии.
Чуть позже Кларк ненадолго вернулся в спорт: так, в 2020 году он начал приводить себя в форму для того, чтобы объединиться с бывшими игроками Сборной Новой Зеландии по регби и выступить с ними против гораздо более подготовленных членов команды «Барбарианс», матч с которыми должен был состояться через 8 недель после этого. Тем не менее, в первый же день после прохождения биометрических тестов Кларк был отправлен в однодневный отпуск, так как тот день совпал со вступлением в команду сына Кларка, Калеба. Также, Кларк пропустил финальный тест в команде «Bronco», так как в ту неделю Калеб дебютировал в Веллингтоне.
В следующем году Кларк был вынужден пропустить первый матч по регби против команды Восточного побережья из-за проблем со здоровьем и защемления нерва в шее.
В 2022 году Кларк принял участие во втором сезоне песенного телешоу «Маска», новозеландской адаптации популярного международного формата «The Masked Singer» в маске Магического монстра и выбыл в полуфинале в 9 выпуске.

## Личная жизнь
Отец Эрони, Иафета Кларк, был урождённым самоанцем и членом Сборной Самоа по регби, в частности, он принял участие в Южнотихоокеанских играх 1963 года, на которых его команда смогла завоевать золотую медаль. 
Сестра Эрони, Шерил Кларк, была нетболисткой и членом Сборной Новой Зеландии по нетболу. 
У Эрони пятеро детей, один из которых, его сын Калеб Кларк, пошёл по стопам отца и также, как и он, стал членом Сборной Новой Зеландии по регби.